# La-Palma-Brombeere
Die La-Palma-Brombeere (Rubus palmensis) ist eine Pflanzenart aus der Gattung Rubus innerhalb der Familie der Rosengewächse (Rosaceae). Dieser Endemit kommt nur auf den westlichen Kanarischen Inseln vor.

## Beschreibung

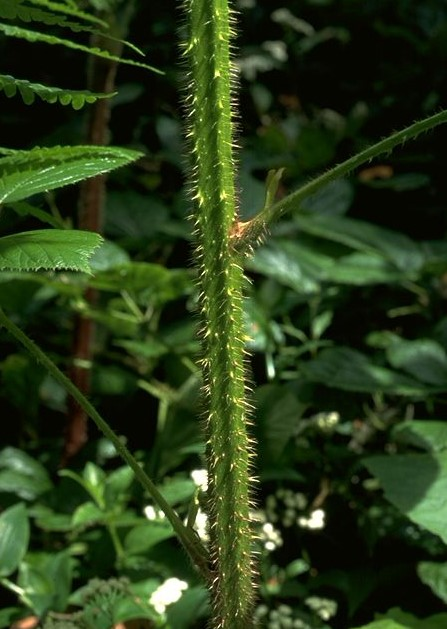
Sprossachse mit dichten Drüsenborsten

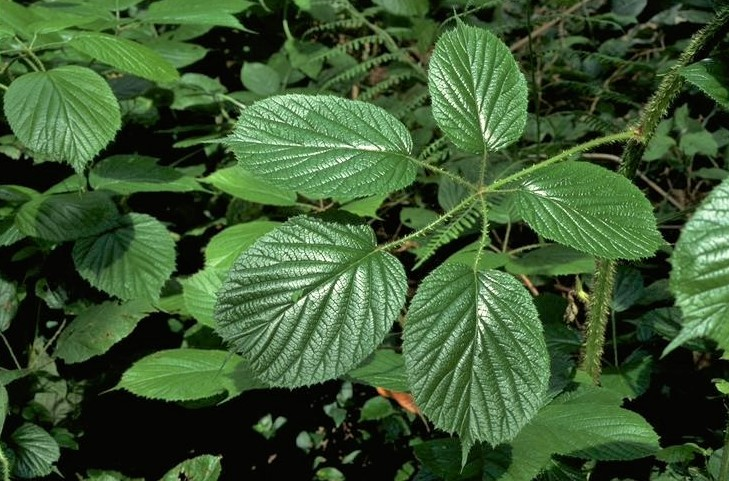
Junges Laubblatt

### Vegetative Merkmale
Die La-Palma-Brombeere ist ein wintergrüner, ausdauernder Scheinstrauch, der als Spreizklimmer eine Wuchshöhe bis 5 Metern erreicht. Der Wuchs ist überhängend, die Pflanzen. Die hellgrünen, bis zu 2,5 Zentimeter dicken Sprossachsen sind mit meist dichten und langen Drüsenborsten besetzt. Die Stacheln sind schwach geneigt, gerade oder schwach gekrümmt.
Die wechselständig angeordneten Laubblätter sind in Blattstiel und -spreite gegliedert. Die handförmig geteilte Blattspreite ist fünfzählig. Die einzelnen Fiederblätter sind breit-eiförmig bis breit elliptisch und haben eine dünne Träufelspitze. Die Spreite des lang gestielten Endblättchens bei einer Länge von 8 und 20 Zentimetern fast rundlich mit herzförmiger Basis; die seitlichen und unteren Blättchen sind kürzer gestielt und kleiner. Die Stiele der Fiederblättchen und der Blattstiel selbst sind mit sehr dichten gekrümmten Stacheln besetzt, die als Kletterorgane wirken. Die Blattoberseite ist grün und leicht runzlig, die Blattunterseite ist im Schatten mattgrün, an besonnten Standorten aber von winzigen, dichten Sternhaaren grauweiß. Die Ränder der Fiederblättchen sind fein gezähnt.

### Generative Merkmale
Die Blütezeit reicht von Ende April bis Juni. Die bis zu 40 Zentimeter breiten, konischen Blütenstände sind drüsenlos und nur mit wenigen kurzen Stacheln besetzt.
Die zwittrige Blüte ist bei einem Durchmesser von bis 4 Zentimetern radiärsymmetrisch und fünfzählig mit doppelter Blütenhülle. Die Kelchblätter sind grün. Die fünf weißen Kronblätter sind elliptisch.
Die Chromosomenzahl beträgt 2n = 28.

## Vorkommen
Die La-Palma-Brombeere ist ein Endemit der Kanarischen Inseln und dort von La Palma, La Gomera, Teneriffa und Gran Canaria nachgewiesen.
Sie wächst in luftfeuchten Bachtälern und Schluchten sowie in Verlichtungen des Lorbeerwaldes in Höhenlagen von 300 bis 1200 Metern.

## Ähnliche Arten
Die La-Palma-Brombeere kann mit der ebenfalls großblättrigen und in der Lorbeerwaldstufe der Kanaren wachsenden Bolles Brombeere (Rubus bollei Focke) verwechselt werden. Sie unterscheidet sich von dieser aber durch die mit langen Drüsenborsten besetzten Schösslinge und die nicht ledrigen Laubblätter.

## Systematik
Die Erstbeschreibung von Rubus palmensis erfolgte 1972 durch den dänischen Botaniker Alfred Hansen in A new Rubus species from the Canary Islands. In: Botaniska Notiser, Volume 125, Issue 4, 1972, S. 379–382. Der Holotypus besitzt keine ausdifferenzierten Laubblätter, sondern junge Blätter mit untypischer Endblattform. Hansen bezeichnete diese Art noch als Endemiten von La Palma, sie ist aber auch von den anderen westlichen Kanareninseln nachgewiesen, wo sie früher entweder unbestimmt geblieben oder verwechselt worden war.
Die La-Palma-Brombeere wird in die Serie Grandifolii Focke innerhalb der Sektion Rubus und der Untergattung Rubus gestellt.